# История девятихвостого лиса 1938
«История девятихвостого лиса 1938» (кор. 구미호뎐1938, также известный как «Сказание о Кумихо 2») — второй сезон южнокорейского телесериала «История девятихвостого лиса» с Ли Дон Уком, Ким Сан Бомом, Рю Кён Су и Ким Со Ён в главных ролях. Премьера запланирована на 6 мая 2023 года, на телканале   tvN

## Сюжет
Сюжет разворачивается вокруг Ли Ёна (Ли Дон Ук), девятихвостого лиса, который оказывается в 1938 году и его младшего брата Ли Рана (Ким Сан Бом).
Со смерти Ли Рана (Ким Сан Бом) прошло 4 месяца , но он не может переродиться, так как при жизни отнял много человеческих жизней . Тогда Ли Ён (Ли Дон Ук) приходит за помощью к Талипе и она соглашается на перерождение Ли Рана взамен на услуги Ли Ёна таким образом Ли Ён снова обретает лисьи способности , однако Ли Ён не хочет вернуть  себе лисью долгую жизнь и договаривается с Талипой что : его лисий срок закончится со смертью его жены. Однако на следующий день муж Талипы сообщает Ли Ёну ужасную новость. Кто то в красно-белой маске украл камень хранитель и  убежал вместе с ним в прошлое и теперь Ли Ён должен поймать его и вернуть камень хранитель обратно. А сам Ли Ён должен вернуться до рассвета иначе врата времён закроются и он останется в прошлом. Таким образом Ли Ён оказывается в 1938 году во время Японской колонизации в Чосоне. И там он встречает Ли Рана. Ли Ён крайне рад встрече с братом однако Ли Ран не обрадовался появлению брата , так как в этом периоде времени они ненавидели друг друга . Ли Ран заметил что Ли Ён ведёт себя странно и не похож на того Ли Ёна  которого он знает . Пока Ли Ён мило общается со своим братом в голове у него созревает план возвращения домой Ли Ён знает что терять времени нельзя , а надо действовать и вернуться домой до рассвета . Однако за это время Ли Ран привыкает к Ли Ёну и тогда когда Ли Ён с ним прощается и идёт по своим делам Ли Рану кажется что Ли Ён снова его бросает и это его злит . Ли Ён возник из неоткуда мило с ним обращался , а теперь не с того не с сего уходит говоря что больше не вернётся. Тогда Ли Ран кричит на него однако Ли Ён и поворачиваться не  успевает как в Ли Рана вонзают меч , и это сделала красно-белая маска. Ли Ёну нужно было вернуться до рассвета , но похоже ему придётся задержаться.

## В ролях
| Актер                 | Роль                   | Тип роли       |
| --------------------- | ---------------------- | -------------- |
| Ли Дон Ук             | Ли Ён (кумихо)         | главная        |
| Ким Со Ён             | Рю Хон Джу (сова)      | главная        |
| Ким Сан Бом           | Ли Ран (кумихо)        | главная        |
| Рю Кён Су             | Чхон Му Ён (тигр)      | главная        |
| Хван Хи               | Ку Син Джу (кумихо)    | второстепенная |
| Ким Ён Чжи            | Со Ын Хо               | второстепенная |
| Ким Чон Нан           | Талиупа                | второстепенная |
| Ан Гиль Кан           | Хён Ын Он              | второстепенная |
| Ким Су Чжин           | Бок Хэ Джа             | второстепенная |
| Чо Даль Хван          | Пу Ду Мок              | второстепенная |
| Ким Джу Ён            | Мэ Хва                 | второстепенная |
| Ким На Хён            | Нан Чхо                | второстепенная |
| Кан На Он             | Гук Хи                 | второстепенная |
| Чжу Йе Рим            | Чук Хян                | второстепенная |
| Хан Гон Ю             | Ю Чжэ Ю                | второстепенная |
| Ха До Квон            | Рюхей Като             | главная        |
| Им Джи Хо             | Акира Саито            | второстепенная |
| Ли Чжэ Ён             | Сон У Чан              | второстепенная |
| Пак Хён Чжон          | жена Сон У Чана        | гостевая       |
| Чон Су Гё             | Чон Дэ Сын             | второстепенная |
| Чон Дон Гын           | японский военный       | эпизодическая  |
| Ким Кан Иль           | коммандир              | эпизодическая  |
| Ю Сын Гук             | японский офицер        | эпизодическая  |
| Со Ён Чжу             | Сатори (наемник)       | второстепенная |
| Ким Сын Хва           | Юки (наемник)          | второстепенная |
| Чон Сон Чхоль         | Нюдо (наемник)         | второстепенная |
| Ли Кю Хо              | Угама (наемник)        | второстепенная |
| Чон Джэ Вон           | Усиучибо (наемник)     | второстепенная |
| Ли Джэ Джун           | Ли Ён (ребенок)        | второстепенная |
| Пак Йе Рин            | Рю Хон Джу (ребенок)   | второстепенная |
| Ли Кён Хун            | Чхон Му Ён (ребенок)   | второстепенная |
| У Хён Джин            | Ё Хи (русалка)         | второстепенная |
| Чан Ха Гён            | Ян Ё Э                 | эпизодическая  |
| Хван Сок Джон         | Чхвэ Сын Джа           | эпизодическая  |
| Ким Ён Хун (THE BOYZ) | Дон Бан Сак            | эпизодическая  |
| Хон А Рон             | борец за независимость | эпизодическая  |
| Ким Ён Ун             | Бог удачи              | гостевая       |
| Сим Хи Соп            | Чхон Хо Ён             | гостевая       |
| Им Ки Хон             | Король пяти путей      | второстепенная |
| Го Гон Хан            | Помощник режиссера     | эпизодическая  |
| Ан Джэ Мо             | Ким Ду Хан             | гостевая       |
| Ким Поб Лэ            | Токкеби                | эпизодическая  |
| Чо Бо А               | Джи А                  | гостевая       |